# N-Метилкониин
N-Метилкониин — органическое вещество, ядовитый алкалоид, обнаруживаемый в небольших количествах в растениях рода Болиголов (Conium).

## Выделение и свойства

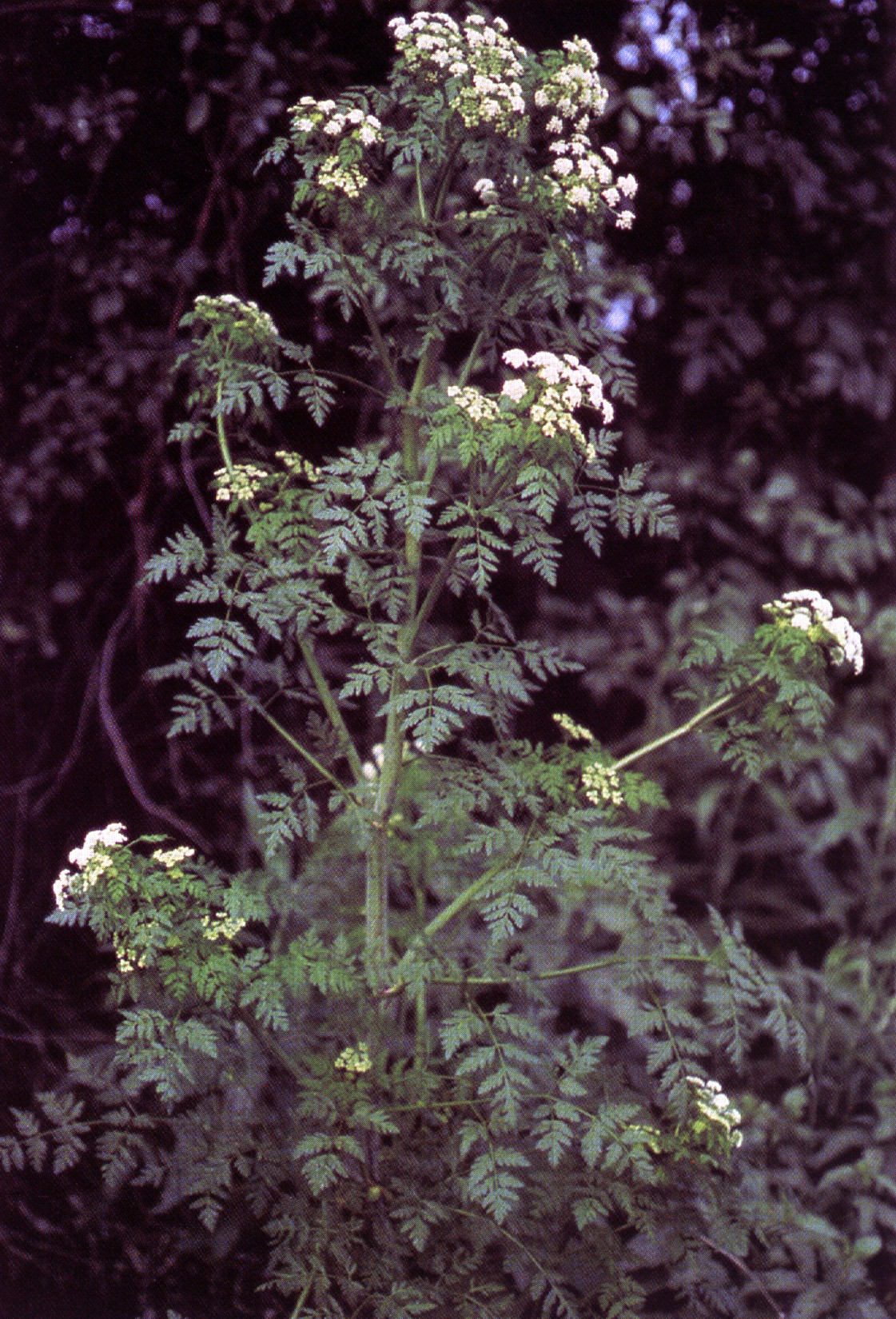
Болиголов пятнистый (Conīum maculātum).

Существует два стереоизомера N-метилкониина: правовращающий D-(+) и левовращающий L-(+). D-(+)-стереоизомер выделяется в небольших количествах из растений болиголова, и очищается методами, описанными Wolffenstein и von Braun. Представляет собой бесцветную маслянистую жидкость, похожую на кониин. L-(−)-Стереоизомер был получен в 1902 году Ahrens.

## Химический синтез
N-Метил-D-кониин может быть синтезирован из кониина под действием метилсульфата калия по Passon. Hess и Eichel показали, что смешение D-кониина с формальдегидом и муравьиной кислотой даёт образование активного N-метил-D-кониина.